# Narco News
 (juillet 2022).
Narco News  est une association américaine, fondée par Al Giordano en 2000. C'est également le nom de son journal en ligne dont le but est d'informer les citoyens des États-Unis à propos des actions gouvernementales contre la drogue en Amérique latine.
Il est soutenu financièrement par le Fund for Authentic Journalism.
Le bulletin a pu critiquer le rapport de 2005 du Washington Office on Latin America (WOLA) sur la « guerre contre la drogue » pour sa timidité et les impasses sur certains sujets clés.